# Walter Muir
Walter Muir (1º dicembre 1953) è un ex calciatore scozzese naturalizzato canadese, di ruolo attaccante.

## Carriera
Nel 1971 è in forza ai canadesi del Toronto Metros, nuova franchigia della North American Soccer League, con cui ottiene in campionato il terzo posto nella Northern Division. Dopo un'altra stagione senza accedere nella fase finale del torneo, nella NASL 1973 con la sua franchigia Muir vince la Northern Division, perdendo poi le semifinali contro i futuri campioni dei Philadelphia Atoms.